# Гамильтон, Дэвид
Дэвид Гамильтон (англ. David Hamilton; 15 апреля 1933, Лондон — 25 ноября 2016, Париж) — британско-французский фотограф, кинорежиссёр, сценарист и продюсер, который прославился мягко сфокусированными снимками обнажённых девочек.

## Биография
Детство Гамильтона прошло в Лондоне. С началом Второй мировой войны он прекратил учёбу в школе. Его семья переехала в Дорсет, который стал источником его вдохновения на всю жизнь. После войны семья Гамильтона вернулась в Лондон, а после окончания Дэвидом школы переехала во Францию.
Гамильтон сначала работал архитектором. В 20 лет он отправился в Париж, где работал графическим дизайнером у Питера Кнаппа (Peter Knapp) в журнале ELLE, после чего переехал в Лондон и занял должность арт-директора журнал Queen. Некоторое время поработав в Лондоне, он вернулся в Париж, став арт-директором Printemps. Дэвид начал заниматься коммерческой фотографией, и его уникальный стиль быстро принёс ему успех.
Его работы печатались в Realites, Twen и Photo. К концу шестидесятых снимки Хэмилтона стали узнаваемыми. Его дальнейший успех сопровождался десятками альбомов с миллионными тиражами, пятью фильмами и огромным количеством выставок. В 1975 году Роб-Грийе в знак своего преклонения перед фотографом дал его имя главному герою своего романа «Топология города-призрака». О значительном влиянии фильмов и фотографий Гамильтона на своё творчество говорит режиссёр Матьё Сейлер. В декабре 1977 года, одновременно с выпуском фильма Билитис (Bilitis), в галерее Images Gallery в Нью-Йорке прошла выставка работ фотографа. В 2003 году его стиль мягкого фокуса вернулся в ведущие издания моды: Vogue, ELLE и другие.
25 ноября 2016 года покончил с собой в собственных апартаментах в Париже.

## Скандалы
Работы Гамильтона, получившего скандальную известность благодаря снимкам обнажённых несовершеннолетних девушек, часто вызывали бурные дискуссии, сопровождавшиеся обвинениями Гамильтона в педофилии.
Основные обвинения Гамильтона в изготовлении детской порнографии звучали из Северной Америки и Британии. В конце 1990-х консервативно настроенные американские христиане протестовали около книжных магазинов, продававших книги Гамильтона. Их усилия не дали результатов. В 2005 году мужчина был осужден за хранение 19 тысяч фотографий детей, в том числе и снимков Гамильтона. Гленн Холланд, представитель Гамильтона заявил: «Мы глубоко огорчены и разочарованы этим, потому что Дэвид является одним из самых успешных фотохудожников, каких когда-либо знал мир. Его книги продаются миллионами». В 2005 году полиция графства Суррей на юге Великобритании объявила книги Дэвида Гамильтона вне закона. Позже полиция была вынуждена принести публичные извинения за необоснованные обвинения, сделанные детективом Саймоном Леджером, и заявить, что оснований для запрета работ Гамильтона нет.
В октябре 2016 года французская телеведущая, а ранее одна из несовершеннолетних моделей Гамильтона, Флави Фламан, в своём автобиографичном романе рассказала, что Гамильтон изнасиловал её во время одной из съёмок, когда ей было 13 лет. С такими же обвинениями в адрес Гамильтона выступили ещё три его бывшие модели. Сам Гамильтон отрицал эти обвинения.

## Работы

### Фотоальбомы
- Dreams of a Young Girl (1971)
- Sisters (1972)
- La Danse (1972)
- Souvenirs (1974)
- The Best of David Hamilton (1976)
- David Hamilton's Private Collection (1976)
- Hamilton's Movie Bilitis (1977)
- The Young Girl (1978)
- Tender Cousins (1981)
- Un été à Saint-Tropez (1985)
- Vingt-Cinq Ans D'un Artiste (1992)
- Twenty Five Years of an Artist (1993)
- The Age of Innocence  (1995)
- A Place In The Sun (1996)
- Holiday Snapshots (1999)
- David Hamilton (Ноябрь 2006)
- Erotic Tales (French and German only so far) (Декабрь 2006)

## Фильмография

### Режиссёр
- 1975 — «Хильдегард Кнеф и её песни» / Hildegard Knef und ihre Lieder
- 1977 — «Билитис» / Bilitis
- 1979 — «Лора» / Laura, les ombres de l'été
- 1980 — «Нежные кузины» / Tendres cousines
- 1983 — «Лето в Сан-Тропе» / Un été à Saint-Tropez
- 1984 — «Первые желания» / Premiers désirs

### Сценарист
- 1979 — «Лора» / Laura, les ombres de l'été (рассказ)
- 1983 — «Лето в Сан-Тропе» / Un été à Saint-Tropez

### Продюсер
- 1977 — «Билитис» / Bilitis